# Stereocyclops
Stereocyclops is een geslacht van kikkers uit de familie smalbekkikkers (Microhylidae). De groep werd voor het eerst wetenschappelijk beschreven door Edward Drinker Cope in 1870. Oorspronkelijk werd de wetenschappelijke naam Emydops gebruikt.
De soorten komen voor in delen van Azië en zijn endemisch in Brazilië.

## Taxonomie
Geslacht Stereocyclops
- Soort Stereocyclops histrio
- Soort Stereocyclops incrassatus
- Soort Stereocyclops palmipes
- Soort Stereocyclops parkeri